# Primera División 1969-1970 (hockey su pista)
La Primera Division 1969-1970 è stata la 1ª edizione del torneo di secondo livello del campionato spagnolo di hockey su pista. La competizione è iniziata il 26 ottobre 1969 e si è conclusa il 12 aprile 1970.
Il torneo è stato vinto dal Femsa Madrid davanti al Vic; le due squadre furono promosse in División de Honor per la stagione successiva.

## Squadre partecipanti
| Club                   | Città      | Impianto | Stagione precedente |
| ---------------------- | ---------- | -------- | ------------------- |
| Calafell               | Calafell   |          |                     |
| Cibeles                | Oviedo     |          |                     |
| Femsa Madrid           | Madrid     |          |                     |
| Girona                 | Girona     |          |                     |
| Horta                  | Barcellona |          |                     |
| Jabones El Abra Bilbao | Bilbao     |          |                     |
| Montemar               | Alicante   |          |                     |
| Picadero JC            | Barcellona |          |                     |
| Salamanca              | Salamanca  |          |                     |
| SEU Valencia           | Valencia   |          |                     |
| Terrassa               | Terrassa   |          |                     |
| Vic                    | Vic        |          |                     |

## Classifica finale
|  | Pos. | Squadra                | Pt | G  | V  | N | P  | GF  | GS  | DR  |
|  | ---- | ---------------------- | -- | -- | -- | - | -- | --- | --- | --- |
|  | 1.   | Femsa Madrid           | 38 | 22 | 18 | 2 | 2  | 145 | 75  | +70 |
|  | 2.   | Vic                    | 34 | 22 | 16 | 2 | 4  | 102 | 60  | +40 |
|  | 3.   | Calafell               | 26 | 22 | 13 | 0 | 9  | 99  | 60  | +39 |
|  | 4.   | Cibeles                | 26 | 22 | 11 | 4 | 7  | 75  | 86  | -11 |
|  | 5.   | Picadero JC            | 25 | 22 | 12 | 1 | 9  | 81  | 67  | +14 |
|  | 6.   | Terrassa               | 21 | 22 | 10 | 1 | 11 | 97  | 91  | +6  |
|  | 7.   | Montemar               | 20 | 22 | 8  | 4 | 10 | 74  | 79  | -5  |
|  | 8.   | Horta                  | 16 | 22 | 8  | 0 | 14 | 68  | 84  | -16 |
|  | 9.   | Salamanca              | 16 | 22 | 7  | 2 | 13 | 73  | 100 | -27 |
|  | 10.  | Jabones El Abra Bilbao | 15 | 22 | 7  | 1 | 14 | 60  | 95  | -35 |
|  | 11.  | Girona                 | 14 | 22 | 7  | 0 | 15 | 61  | 95  | -34 |
|  | 12.  | SEU Valencia           | 13 | 22 | 5  | 3 | 14 | 41  | 84  | -43 |

Legenda:
      Promosso in División de Honor 1970-1971.
  Partecipa ai play-out.
      Retrocesse in Segunda Division 1970-1971.
Note:
Due punti a vittoria, uno a pareggio, zero a sconfitta.

## Verdetti
|  | Verdetto                       | Club                |
|  | ------------------------------ | ------------------- |
|  | Promosse in División de Honor  | Femsa Madrid Vic    |
|  | Retrocesse in Segunda Division | Girona SEU Valencia |